# Adam Dziki
Adam Janusz Dziki (ur. 17 marca 1952 w Ostródzie) – polski lekarz, profesor nauk medycznych, nauczyciel akademicki Uniwersytetu Medycznego w Łodzi, specjalność chirurgia ogólna.

## Życiorys
W 1975 ukończył studia medyczne w Akademii Medycznej w Łodzi. W 1980 uzyskał tam stopień naukowy doktora nauk medycznych. W 1992 na podstawie dorobku naukowego oraz pracy pt. Badania doświadczalne nad wpływem kwasu dezoksycholowego na błonę śluzową górnego odcinka przewodu pokarmowego u królika otrzymał na Wydziale Lekarskim Wojskowej Akademii Medycznej im. gen. dyw. Bolesława Szareckiego w Łodzi stopień naukowy doktora habilitowanego. W 1997 nadano mu tytuł profesora nauk medycznych.
Był nauczycielem akademickim Wojskowej Akademii Medycznej w Łodzi. Został profesorem zwyczajnym Uniwersytetu Medycznego w Łodzi na Wydziale Wojskowo-Lekarskim w I Katedrze Chirurgii oraz kierownikiem tej katedry. Był prorektorem Uniwersytetu Medycznego w Łodzi.
Wszedł w skład Centralnej Komisji do Spraw Stopni i Tytułów.
W 2019 został członkiem Rady Doskonałości Naukowej I kadencji.
Był prezesem Towarzystwa Chirurgów Polskich. Objął stanowisko sekretarza generalnego tego towarzystwa.
Ma dwoje dzieci: syna i córkę.